# Sirsi (ort i Indien, Uttar Pradesh)
Sirsi är en ort i Indien.   Den ligger i distriktet Morādābād och delstaten Uttar Pradesh, i den norra delen av landet, 140 km öster om huvudstaden New Delhi. Sirsi ligger 202 meter över havet och antalet invånare är 22 549.
Terrängen runt Sirsi är mycket platt. Runt Sirsi är det tätbefolkat, med 982 invånare per kvadratkilometer. Närmaste större samhälle är Sambhal, 9,3 km sydväst om Sirsi. Trakten runt Sirsi består till största delen av jordbruksmark.